# Johanna Ikonen
Johanna Annikki Ikonen (* 9. Januar 1969 in Eno, Nordkarelien) ist eine ehemalige finnische Eishockeyspielerin, die seit ihrem Karriereende als Trainerin arbeitet und seit 2024 die HC Davos Ladies aus der Women’s League betreut.

## Karriere
Johanna Ikonen begann ihre Karriere bei Kiekko-Pojat Joensuu und spielte im Laufe ihrer Karriere, die mindestens von 1988 bis 2001 dauerte, außerdem für den HIFK Helsinki, die Keravan Shakers, Kiekko-Espoo sowie den IHK Helsinki. Mit den Keravan Shakers gewann sie 1994, 1995 und 1996 die finnische Meisterschaft.

### International
Bei den Olympischen Winterspielen 1998 in Nagano gewann sie mit der finnischen Nationalmannschaft die Bronzemedaille im olympischen Eishockeyturnier. Dabei stand sie in sechs Spielen auf dem Eis, wobei die Finnin vier Tore und eine Torvorlage erzielte. Bei Frauen-Weltmeisterschaften absolvierte sie zwischen 1990 und 1997 insgesamt 20 Partien für Finnland, in denen Ikonen neun Tore und sieben Assists verbuchte. 1990, 1992, 1994 und 1997 errang sie jeweils die Bronzemedaille mit Finnland.

### Als Trainer
1994 begann sie parallel zum aktiven Eishockeysport als Trainerin zu arbeiten. Zunächst betreute sie die Juniorinnen von Kiekko-Pojat Joensuu und die U16-Mannschaft des IHK Helsinki. Nach ihrem Karriereende war sie Cheftrainerin der Frauenteams des IHK und der Espoo Blues und gewann dabei zwei finnische Meisterschaften und eine Vizemeisterschaft. Zwischen 2001 und 2002 war sie zudem Trainerin der finnischen U20-Juniorinnen-Auswahl.
In der Saison 2009/10 war sie Cheftrainerin der Enon Jets, einem Herren-Amateurteam aus der 3. Division, das in ihrer Geburtsstadt beheimatet ist.
Vor der Saison 2011/12 wurde sie vom OSC Berlin als Co-Trainerin von René Bielke verpflichtet. Da dieser sich im November 2011 aus persönlichen Gründen zurückzog, übernahm Ikonen das Amt der Cheftrainerin des Fraueneishockey-Bundesligateams des OSC Berlin. Im Dezember 2014 verließ sie den OSC Berlin.
Ab 2017 war Ikonen Cheftrainerin bei den DEC Salzburg Eagles und füllte diese Rolle bis 2021 aus. Parallel dazu gehörte sie zum Trainerstab der U18-Frauen-Nationalmannschaft Österreichs.
Anschließend betreute sie den SDE HF aus der Svenska damhockeyligan (SDHL) für ein Jahr sowie den ESC Planegg in der Saison 2022/23.
Seit 2024 betreut sie die HC Davos Ladies aus der Women’s League.

## Erfolge und Auszeichnungen
| - 1989 Goldmedaille bei der Europameisterschaft - 1990 Bronzemedaille bei der Weltmeisterschaft - 1991 Goldmedaille bei der Europameisterschaft - 1992 Bronzemedaille bei der Weltmeisterschaft - 1993 Goldmedaille bei der Europameisterschaft - 1994 Finnischer Meister mit den Keravan Shakers | - 1994 Bronzemedaille bei der Weltmeisterschaft - 1995 Finnischer Meister mit den Keravan Shakers - 1996 Finnischer Meister mit den Keravan Shakers - 1996 Bronzemedaille bei der Europameisterschaft - 1997 Bronzemedaille bei der Weltmeisterschaft - 1998 Bronzemedaille bei den Olympischen Winterspielen |